# الكمع

تعديل مصدري - تعديل

الكمع هي إحدى قرى عزلة  الوضيع بمديرية الوضيع التابعة لمحافظة أبين، بلغ تعداد سكانها 757 نسمة حسب تعداد اليمن لعام 2004.